# Elecciones presidenciales de Filipinas de 1981
Las elecciones presidenciales de Filipinas de 1981 se celebraron el 16 de junio, fueron las primeras elecciones presidenciales durante el régimen de Marcos, debido a que hasta entonces el país era nominalmente una república parlamentaria en la que el presidente no era electo directamente. Marcos instauró entonces una república con un sistema semipresidencial para poder ser reelegido directamente. Marcos, como candidato de su partido, el Kilusang Bagong Lipunan, derrotó al candidato Nacionalista y veterano de la Segunda Guerra Mundial Alejo Santos con más del 88% de los votos. Para entonces, la oposición, representada en la coalición política Organización Democrática Nacionalista Unida (UNIDO) había decidido boicotear los procesos electorales bajo el régimen de Marcos después del fraude cometido en las legislativas de 1978, dejando al dictador sin competencia electoral real.
La victoria del 88% de Marcos es considerada la más abultada en una elección presidencial filipina, superando el 80% que obtuvo Manuel L. Quezon en 1941. Sin embargo, debido a que la elección es considerada ilegítima y fraudulenta, Quezón todavía conserva el récord de ser el presidente democrático en ganar con mayor porcentaje. Marcos ganó un mandato de seis años que se vio interrumpido por la igualmente fraudulenta elección de 1986 y la democratización del país tras la Revolución EDSA.

## Antecedentes
El 17 de enero de 1981, más de ocho años después de su instauración, Marcos anunció el levantamiento de la Ley marcial impuesta en 1972 mediante la Proclamación N.º 2045, inaugurando lo que el llamaba la "Nueva República". Sin embargo, a pesar de la restauración de las garantías constitucionales, Marcos para entonces ya ocupaba todos los poderes del estado en su persona, incluyendo la posibilidad de emitir decretos legislativos. Se especula que los motivos para el levantamiento de la Ley Marcial fueron la visita del Papa Juan Pablo II a Filipinas y la elección de Ronald Reagan como Presidente de los Estados Unidos, país con el que Marcos deseaba mantener buenas relaciones. Mediante un cuestionado plebiscito, Marcos restauró la presidencia electa en Filipinas, adoptando un modelo semipresidencial similar al de Francia, y convocando a elecciones para junio.

## Campaña
En abril, la oposición decidió boicotear las elecciones. La Organización Democrática Nacionalista Unida (UNIDO), principal grupo de oposición al régimen, exigieron al gobierno la revisión de la lista de votantes, la renovación de la Comisión de Elecciones, una campaña electoral libre en todo el país, y que se acreditara a UNIDO como partido minoritario. Marcos no aceptó las demandas llevando a la oposición a realizar el boicot. Esto representó un verdadero problema para el régimen ya que no se podía legitimar la presidencia de Marcos adecuadamente sin un candidato viable en la oposición. Otra exigencia de la oposición, que era que se le permitiera a Benigno Aquino presentar su candidatura, fue también rechazada, puesto que constitucionalmente el presidente debía tener más de cincuenta años, y Aquino tenía cuarenta y ocho.
Marcos instó al líder del Partido Nacionalista, José Roy, a que presentara a un candidato opositor. El Partido Nacionalista era en ese entonces una entidad política moribunda debido a que Marcos, que fue elegido dos veces antes bajo su bandera, había atraído de forma alternativa y bajo coacción la gran mayoría de sus miembros a su nuevo Kilusang Bagong Lipunan. El partido eligió al exsecretario de Defensa y gobernador de Bulacan, Alejo Santos, que tuvo al Ministro de Información de Marcos, Francisco Tatad, como jefe de campaña. El otro candidato principal era Bartolomé Cabangbang del Partido Federalista, cuya campaña era convertir a Filipinas en el 51.er estado de los Estados Unidos.

## Resultados
Luego de que la UNIDO llamara a sus partidarios a boicotear las elecciones, el gobierno emitió un comunicado afirmando que la abstención electoral era un pecado mortal. Cardenal Jaime Sin, Arzobispo de Manila y partidario de la oposición, criticó tal comunicado y afirmó que los votantes eran libres moralmente de decidir si querían o no votar. A pesar de la esperable victoria de Marcos, se puede destacar que incluso con el recuerdo de la colonización americana, el desprecio generalizado al régimen de Marcos llevó a que el federalista Cabangbang obtuviera casi el 4% de los votos.
| Candidatos           | Candidatos           | Partidos                          | Votos      | %       |
| -------------------- | -------------------- | --------------------------------- | ---------- | ------- |
|                      | Ferdinand Marcos     | Kilusang Bagong Lipunan           | 18.309.360 | 88.02%  |
|                      | Alejo Santos         | Partido Nacionalista              | 1.716.449  | 8.25%   |
|                      | Bartolomé Cabangbang | Partido Federalista               | 749.845    | 3.60%   |
|                      | Delfín Manapaz       | Independiente                     | 6.499      | 0.03%   |
|                      | Úrsula Dajao         | Independiente                     | 4.955      | 0.02%   |
|                      | Benito Valdez        | Independiente                     | 4.224      | 0.02%   |
|                      | Lope Rimando         | Independiente                     | 1.954      | 0.01%   |
|                      | Lucio Hinigpit       | Partido de la Soberanía Ciudadana | 1.945      | 0.01%   |
|                      | Pacífico Morelos     | Independiente                     | 1.740      | 0.01%   |
|                      | José Igtobay         | Independiente                     | 1.421      | 0.01%   |
|                      | Simeón del Rosario   | Independiente                     | 1.234      | 0.01%   |
|                      | Salvador Enage       | Independiente                     | 1.185      | 0.01%   |
|                      | Florencio Tipano     | Independiente                     | 592        | 0.00%   |
|                      |                      |                                   |            |         |
| Total                | Total                | Total                             | 20.801.403 | 100%    |
|                      |                      |                                   |            |         |
| Votos válidos        | Votos válidos        | Votos válidos                     | 20.801.403 | 95.2%   |
| Votos nulos          | Votos nulos          | Votos nulos                       | 1.042.426  | 4.8%    |
| Votos en total       | Votos en total       | Votos en total                    | 21.843.829 | 80.9%   |
| Votantes registrados | Votantes registrados | Votantes registrados              | 26.986.451 | 100.00% |

## Consecuencias
Marcos fue juramentado para su cuarto mandato el 30 de junio de 1981, en la Tribuna Quirino, estando presente el entonces Vicepresidente de los Estados Unidos, George H. W. Bush. Durante la juramentación, Bush pronunció una frase de elogio a Marcos que se haría famosa posteriormente: "Nos encanta su adhesión a los principios democráticos y al proceso democrático" que causó conmoción y rabia en la oposición. El 21 de agosto de 1983, el senador opositor Aquino regresó del exilio en los Estados Unidos, pero fue asesinado en el Aeropuerto Internacional de Manila. El creciente malestar llevó a Marcos a adelantar las siguientes elecciones presidenciales al 7 de febrero de 1986, compitiendo contra la viuda de Aquino, Corazón Aquino. A pesar del fraude masivo perpetuado por Marcos, (que fue desmentido por una comisión independiente) fue removido del poder por una rebelión popular y Aquino asumió la presidencia en su lugar el 25 de febrero de 1986.